# Regina Chemeli
Regina Chemeli, née en 1970, est une athlète kényane.

## Carrière
Regina Chemeli remporte la médaille d'argent du 3 000 mètres aux Championnats d'Afrique d'athlétisme 1984 à Rabat et la médaille de bronze dans la même épreuve aux Championnats d'Afrique d'athlétisme 1985 au Caire. 